# Бюхнер, Томас
Томас Бюхнер (22 сентября 1934 года, Берлин — 5 августа, 2016 года, Мюнстер) —  немецкий гематолог и онколог, профессор в Вестфальском университете имени Вильгельма в Мюнстере.

## Биография
Бюхнер вырос во Фрайбурге-им-Брайсгау и после окончания средней школы в 1955 году начал изучать медицину в университете Альберта Людвига. После временного пребывания в Вене, Инсбруке и Мюнхене он получил докторскую степень после государственного медицинского обследования во Фрайбурге в 1961 году по теме «Авторадиографические исследования кинетики клеток у мышей». Затем он переехал в университетскую больницу Мюнстера, где проработал с тех пор до выхода на пенсию. В 1971 году последовала его абилитация по теме «Воспалительные клетки в крови и ткани: исследование по экспериментальному воспаления гранулирующей вызванных инородными телами и в заживлении ран», за которую он в том же году получил  премию Теодора Фрерикса Немецкого общества внутренней медицины.  В том же году он был назначен профессором «внутренней медицины и гематологии» Вестфальского университета имени Вильгельма в Мюнстере. 
В 1999 году Бюхнер вышел на пенсию.  
Бюхнер умер 5 августа 2016 года в Мюнстере.

## Деятельность
В своей клинической и научной работе Бюхнер в основном занимался острым миелоидным лейкозом (AML) и в 1978 году стал председателем «AML Cooperative Group» (AMLCG), которая провела первое многоцентровое исследование по AML. В результате был разработан режим терапии «ТАД». С 1976 года он возглавлял лабораторию специальной гематологии в университетской клинике Мюнстера, а в 1993 году он также был назначен руководителем отдела исследований лейкемии в Вестфальском университете Вильгельма. Для дальнейшего взаимодействия и повышения квалификации Бюхнер вместе с педиатром из Мюнстера Гюнтером Шеллонгом (1926–2015) основал симпозиум «Острые лейкемии», который также имел большое международное значение.  В этом смысле он также сыграл важную роль в создании «Европейской сети по лейкемии», проекта, финансируемого Европейским Союзом для объединения исследователей лейкемии. 
Бюхнер был членом всех ведущих специализированных обществ в своей сфере деятельности (включая Американское общество гематологов, Американскую ассоциацию исследований рака и Немецкое общество гематологии и медицинской онкологии) и исполнительным председателем «Ассоциации исследований и терапии лейкемии».  
Бюхнер до последнего дня жизни был профессором Вестфальского университета Вильгельма в Мюнстере .

## Награды
- 1970: Премия Теодора Фрериха Немецкого общества внутренних болезней
- 1980: Почетный член Немецкого общества гематологии и медицинской онкологии .
- 2013: Премия European Leukemia Net

## Интересные факты
Бюхнер также приобрел международную известность за пределами специализированных кругов благодаря лечению Раисы Максимовны Горбачевой (1932-1999), жены Михаила Сергеевича Горбачёва, страдавшей мегакариоцитарным лейкозом, особой формой ОМЛ.

## Веб-ссылки
Обзор публикаций Томаса Бюхнера на PubMed

## Индивидуальные доказательства
- Немецкое общество гематологии и медицинской онкологии: почетные члены DGHO: Томас Бюхнер . 17 сентября 2014 г., по состоянию на 5 февраля 2016 г. (pdf; 246 kB).
- Почетный член DGHO Проф. мед. Томас Бюхнер скончался. Немецкое общество гематологии и медицинской онкологии, доступ к 12 августа 2016 года .
- Механизм и время физиологической регенерации в многослойном плоском эпителии и слизистой оболочке желудочно-кишечного тракта белой мыши: Авторадиографическое исследование с H3-тимидином. Фрайбург i. Б., 1962, DNB 481136355 , в: Вклад в патологическую анатомию и общую патологию 125 (1961).
- Лауреат премии Теодора-Фрерихса . Немецкое общество внутренней медицины, 18 сентября 2015 г., по состоянию на 5 февраля 2016 г. (pdf; 22 kB).
- Воспалительные клетки в крови и тканях . Г. Фишер, Штутгарт, 1971, ISBN 3-437-10240-0 .
- Проф. Доктор мед. Томас Бюхнер . Университетская клиника Мюнстера, доступ 14 августа 2016 г.
- Премия Европейской сети по лейкемии исследователю лейкемии профессору Томасу Бюхнеру . Медицинский факультет Westfälische Wilhelms-Universität Münster, 6 марта 2013 г., по состоянию на 5 февраля 2016 г.
- Ассоциация по исследованию и терапии лейкемии: Правление Ассоциации по исследованию и терапии лейкемии eV, доступ 14 августа 2016 г.
- Роберт Питер Гейл: профессор Томас Бюхнер (22 сентября 1934 г. - 5 августа 2016 г.). Карьера посвящена исследованиям острого миелоидного лейкоза . В: Исследование лейкемии . Лента 49 , октябрь 2016 г., стр. 113-114 , DOI : 10.1016 / j.leukres.2016.08.011 ( elsevier.com [доступ к 15 мая 2021]).
- Марко Эверс: Медицина: Снег в июле . Der Spiegel 33/1999, 16 августа 1999 г., стр. 168, по состоянию на 14 августа 2016 г.
- Вольфганг Schemann: заместитель Горбачева в Мюнстере . Westfälische Nachrichten , 2 октября 2007 г., по состоянию на 14 августа 2016 г.